# Añaterve
Añaterve (Tenerife, siglo XV - ¿?) era el mencey guanche del Menceyato de Güímar, en la isla de Tenerife (Canarias), al tiempo de la conquista de la isla por los europeos en el siglo XV.
Algunos investigadores traducen este nombre por 'rápido, ligero', mientras que otros lo hacen por 'el moreno'. Sin embargo, hay que indicar que para muchos historiadores modernos este nombre fue inventado por Antonio de Viana para su poema La Conquista de Tenerife.

## Biografía
Añaterve, en cuyo territorio se había llevado a cabo una importante misión evangelizadora desde mediados del siglo XV, fue el primer mencey en pactar paces con los europeos, convirtiéndose así su territorio en bando de paces. El acuerdo de paz fue firmado con el gobernador de Gran Canaria Pedro de Vera con anterioridad a 1490, siendo rápidamente ratificado por el mencey con Alonso Fernández de Lugo en 1494 poco después del primer desembarco del ejército conquistador. El mencey de Güímar colaboró activamente con los conquistadores, aportando tropas auxiliares y avituallamiento durante toda la campaña. Finalizada la conquista en 1496, Añaterve fue llevado, junto a otros seis menceyes, a la península por Alonso Fernández de Lugo para ser presentado ante los Reyes Católicos. Luego retornó a Tenerife, donde se integró en la nueva sociedad, sin que se tengan más noticias sobre su destino.

### Nombre cristiano
No se conoce el nombre que tomó Añaterve tras recibir el bautismo. Para Viera y Clavijo, siguiendo a Viana, fue bautizado con el nombre de Juan de Candelaria en la iglesia del Apóstol Santiago del Realejo Alto junto con el resto de menceyes.

### Familia y descendencia

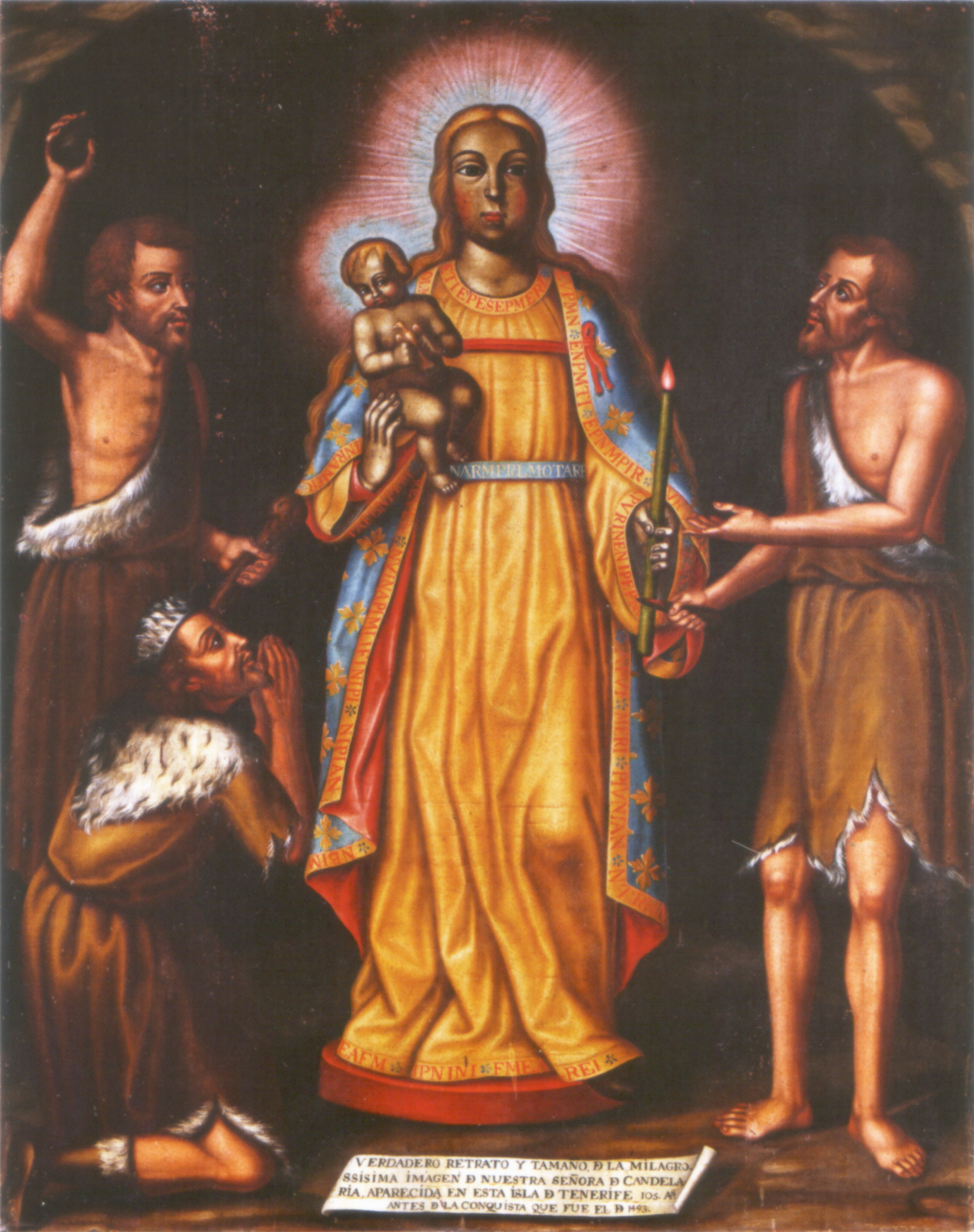
Acaimo de Güímar junto a la virgen de Candelaria y los dos pastores guanches que la encontraron. Pintura ubicada en una ermita de Icod de los Vinos.

Añaterve el Bueno descendía del primer mencey de Güímar, Acaimo, quien se hizo con este territorio tras el reparto de la isla entre los nueve hijos de Tinerfe el Grande a finales del siglo XIV. Para el historiador Juan Bethencourt Alfonso, Añaterve era hijo de Sortibán, apodado el Rey Ciego, quien abdicó en él el gobierno del menceyato al padecer ceguera. A su vez, Sortibán era el primogénito de Dadarmo el Rey de las Lanzadas, hijo del mencionado Acaimo de Güímar.
Antonio de Viana menciona en su poema a Gueton, primogénito de Añaterve, haciéndolo uno de los protagonistas. Para este autor, Gueton recibió el nombre cristiano de Francisco Bueno. Sin embargo, no existe mayor información acerca de la descendencia de este mencey, si bien sí se conocen por los documentos contemporáneos a varios notables del menceyato que, tras la conquista, se integraron en la nueva sociedad. Estos fueron Miguel de Güímar, casado con una hija del mencey de Abona y que recibió tierras en Candelaria, y Andrés de Güímar o de Llerena, casado con una hija de Pelinor. Andrés fue esclavo del regidor Fernando de Llerena y, una vez liberado, volvió a ser tomado por Alonso Fernández de Lugo, por lo que Andrés se querelló contra el gobernador, convirtiéndose en un defensor de los guanches libres ante las injusticias del Adelantado.
Para Juan Bethencourt Alfonso, Añaterve tenía como hermano o tío a Guadameña, quien fue ajusticiado por Bencomo por predecir la conquista de la isla.
Bajo el gobierno del padre de Añaterve, Acaimo de Güimar, sucedió la aparición de la virgen de Candelaria en la playa de Chimisay entre 1390 y 1401.